# Kołdrąb (gromada)
Kołdrąb – dawna gromada, czyli najmniejsza jednostka podziału terytorialnego Polskiej Rzeczypospolitej Ludowej w latach 1954–1972.
Gromady, z gromadzkimi radami narodowymi (GRN) jako organami władzy najniższego stopnia na wsi, funkcjonowały od reformy reorganizującej administrację wiejską przeprowadzonej jesienią 1954 do momentu ich zniesienia z dniem 1 stycznia 1973, tym samym wypierając organizację gminną w latach 1954–1972.
Gromadę Kołdrąb z siedzibą GRN w Kołdrąbiu utworzono – jako jedną z 8759 gromad na obszarze Polski – w powiecie żnińskim w woj. bydgoskim, na mocy uchwały nr 24/19 WRN w Bydgoszczy z dnia 5 października 1954. W skład jednostki weszły obszary dotychczasowych gromad Żurawiniec-Niedźwiady i Skórki oraz miejscowość Recz z dotychczasowej gromady Recz ze zniesionej gminy Rogowo, a także obszary dotychczasowych gromad Kołdrąb i Posługowo ze zniesionej gminy Janowiec, w tymże powiecie. Dla gromady ustalono 17 członków gromadzkiej rady narodowej.
10 kwietnia 1956 (z mocą obowiązującą wstecz od 29 lutego 1956) z gromady Kołdrąb wyłączono część wsi Niedźwiady o obszarze 236,48,62 ha, włączając ją do gromady Rogowo w tymże powiecie w tymże województwie.
1 stycznia 1958 z gromady Kołdrąb wyłączono wieś Szkółki, włączając ją do gromady Rogowo w tymże powiecie.
Gromadę zniesiono 31 grudnia 1959, a jej obszar włączono do gromad Janowiec (wsie Kołdrąb, Posługowo i Posługówko oraz miejscowość Sarbinówko) i Rogowo (wsie Żurawiniec-Niedźwiady, Recz i Skórki oraz miejscowość Zbojewo) w tymże powiecie.